# اتحادیه خاخام‌ها در کشورهای مسلمان

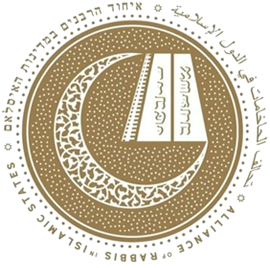
نشان‌وارهٔ اتحادیه خاخام‌ها در کشورهای مسلمان - ۲۰۲۲

اتحادیه خاخام‌ها در کشورهای مسلمان (انگلیسی:The Alliance of Rabbis in Islamic States) یا (ARIS) اتحادیه‌ای از ربی‌ها است که در کشورهای مسلمان زندگی می‌کنند. این صنف در دسامبر سال ۲۰۱۹ میلادی با هدف حمایت از یهودیان منطقه شروع به فعالیت کرد که عملکرد آن توسط ایتسخاک یوسف ربی اعظم اسرائیل، تأیید شد.
فعالیت‌های اتحادیه مطابق با قوانین هلاخا انجام می‌شود.

## ساختار و دفاتر
خاخام مندی چیتریک رئیس ربانیم کنیسه اشکنازی استانبول به عنوان رئیس اتحادیه انتخاب شد.
شورای هیئت مدیره اتحادیه:
- خاخام شیمون گاد التوف نماینده شورای عالی ربانیم اسرائیل[۶]
- خاخام آبراهام حمرا خاخام اعظم سوریه[۷]
- خاخام گاد بوسکیلا خاخام جامعه Netivot Yisrael جامعه مراکش در بروکلین نیویورک
- خاخام رافائل دیوید بانون، بت دین در مونترال جامعه مراکش در مونترال[۸]
- خاخام حاییم بیتان خاخام اعظم تونس[۹]

این اتحادیه حفاظت منافع خاخام‌های یهودی همه گروه‌های قومی را بر عهده دارد: سفارد، اشکنازی، خبد و جوامع خاخام‌هایی که در آلبانی، آذربایجان، مراکش، نیجریه، ترکیه، تونس، ایران، قزاقستان، کوزوو، قرقیزستان، امارات، اوگاندا، ازبکستان و سایر کشورها زندگی می‌کنند.
خاخام‌هایی که در جوامع مناطق دیگر مسلمان (قبرس شمالی، جمهوری‌های روسیه تاتارستان و باشکورتستان) خدمت می‌کنند نیز نمایندگانی در اتحادیه دارند. اتحادیه در حال حاضر از ۴۰ خاخام تشکیل می‌شود که مدام در جهان اسلام زندگی می‌کنند.
خاخام‌های منطقه ای دیگری مانند PCA (شورای ربانیم آمریکا) در ایالات متحده و CPE (شورای ربانیم اروپا) در اروپا وجود دارد، با این حال این اتحادیه اولین سازمانی از این قبیل در جهان اسلام است.

## فعالیت
هدف اصلی اتحادیه ربانیم حمایت از کار خاخام‌ها و رهبران جامعه و همچنین توسعه زندگی و فرهنگ یهودی در کشورهای مسلمان است.
این اتحادیه همچنین به عنوان مشاور دولت‌ها و سازمان‌های دیگر در خصوص همه مسائل همزیستی، رواداری و صلح فعالیت می‌کند.
مراقبت از افراد و جوامع منزوی در جهان اسلام به عنوان یک وظیفه جداگانه تعیین شده‌است.
خاخام‌ها طرفدار زندگی مسالمت آمیز با مسلمانان هستند.